# Olivier Kemeid
Olivier Kemeid, né en 1975 à Montréal, est un dramaturge et metteur en scène canadien originaire du Québec.

## Biographie
Né à Montréal de parents immigrants égyptiens, Olivier Kemeid étudie les sciences politiques et la philosophie à l'université avant de fréquenter l'École nationale de théâtre du Canada pour étudier l'écriture dramatique. Il est associé à plusieurs compagnies de théâtre au Québec, notamment le Théâtre du Trident à Québec, Trois Tristes Tigres et Espace Libre, et écrit des pièces radiophoniques pour Radio-Canada.
En 2016, il devient le 7e directeur artistique du Théâtre de Quat'Sous, une compagnie établie à Montréal. Il occupe ce poste pendant sept ans, jusqu'en 2023.

## Œuvres, prix et distinctions
Il a entre autres écrit les œuvres dramatiques suivantes : Chroniques de l'insouciance (2001), Barthélémy chez le Très-Bas (2002), Déserteurs (2002), Nous qui ne rêveions plus (2003), L'Homme des derniers instants (2003), Les Mains (2004), Les Murmures (2004), Une ardente patience (2005), Rabelais (Festin) (2005), Tout ce qui est debout se couchera (2006), Bacchanale (2008) et Furieux et désespérés (2013).
Il est nommé trois fois pour le prix du Gouverneur général pour la fiction de langue française, pour L'Énéide aux prix du Gouverneur général 2009, pour Moi, dans les ruines rouges du siècle aux prix littéraires du Gouverneur général 2014 et pour Five Kings : l'histoire de notre chute aux prix littéraires du Gouverneur général 2016.